# Filosofia del llenguatge
La filosofia del llenguatge és una branca de la filosofia que s'ocupa de la naturalesa del llenguatge (aprenentatge, creació, significat, referències, usos, etc.) així com de la interpretació, la comunicació i la traducció.

## Preocupacions de la filosofia del llenguatge
Un primer camp d'estudi n'és el significat, analitzant què vol dir significar, com es vehicula aquesta noció de la paraula i les llengües particulars, les diferències entre idiomes i constants universals i els problemes pràctics que se'n deriven, com ara la comprensió intercultural o la traducció de textos.
En relació amb aquest tema, sorgeix la pregunta sobre la relació entre llenguatge i pensament. Hi ha teòrics que argumenten que el llenguatge és una conducta més, derivada del pensament, que pot expressar-se amb altres mitjans com les imatges. Per contra, altres estudiosos afirmen que es pensa amb paraules, que hi ha un idioma mental universal o que el llenguatge aprés condiciona la manera de percebre el món i, per tant, de pensar.
Un tercer àmbit rellevant, proper a la sociolingüística, és l'anàlisi de la relació entre llenguatge i món, per mirar de delimitar les mancances dels llenguatges naturals (que porten al desenvolupament de la lògica i llengües formals artificials com a alternativa), quina relació hi ha entre la paraula i el seu referent, com les llengües configuren els grups culturals i com es relacionen amb la semiòtica.

## La naturalesa del llenguatge
El llenguatge pot tenir diferents concepcions, que esclareixen les diverses postures històriques dels filòsofs d'aquesta disciplina:
- En primer lloc, destaca la concepció que el llenguatge és una simple convenció social, tradició inaugurada per Plató en el seu diàleg Cràtil. Hi ha una relació arbitrària entre el signe i la realitat que representa, com prova el fet que diferents llengües usin diferents paraules per a designar una mateixa idea. Per tant, el llenguatge s'ha d'estudiar des del punt de vista social, tant per analitzar la seva utilitat (com feien els sofistes) com per analitzar què té de propi cada cultura segons el llenguatge que usi (en la línia de Franz Boas).
- Per altra banda, alguns filòsofs defensen que el llenguatge té una connexió natural amb el món (Heràclit), ja que és la seva forma lògica, proposicional.
- Un tercer grup està compost pels qui defensen el caràcter d'instrument del llenguatge, que es va creant segons les necessitats dels parlants (Wilhelm von Humboldt), tot i ser conscients de les seves limitacions.

## Història
L'especulació sobre el llenguatge va començar a l'Índia als voltants del 1500 aC, amb les disquisicions sobre la categoria gramatical de les diferents paraules i l'aparició dels primers preceptes de gramàtica. A Grècia, en canvi, va iniciar-se amb la discussió sobre el caràcter natural o convencional del llenguatge.
Posteriorment, amb Aristòtil, va iniciar-se la polèmica sobre el nominalisme, que va desenvolupar-se durant tota l'edat mitjana. Així com sembla evident la relació entre un terme concret i el seu referent, com per exemple una taula, no queda clara la relació entre els termes abstractes i la realitat. Al mateix temps, sorgeixen els primers intents per formalitzar el llenguatge, amb el naixement de la lògica per a resoldre les possibles ambigüitats del llenguatge. Una nova línia de recerca es va inaugurar amb aquesta: la seva relació amb la veritat.
Amb l'aparició de les llengües romàniques, van aparèixer els primers problemes teòrics de traducció, agreujats pels manuscrits antics en altres idiomes com el grec, el llatí, l'hebreu i l'àrab. Aquests problemes afectaven els manuals filosòfics i els textos sagrats i van servir per a desenvolupar una teoria sobre el sentit figurat i literal dels mots, i donaren peu als moderns estudis sobre la metàfora o els actes de parla. Igualment, neixen en aquesta època els intents per a trobar (i després crear) un llenguatge universal o perfecta (com l'esperanto i similars).
Des de l'obra de Ferdinand de Saussure i els comparatistes del segle xix, es desenvolupa la lingüística científica, assumint part dels problemes fins al moment plantejats per la filosofia del llenguatge. Aquesta aprofundeix en el concepte de significat i es torna en gran part metafilosofia, ja que es dedica a plantejar-se què volen dir els principals termes de la filosofia. Richard Rorty, amb el seu anomenat gir lingüístic, afirma que tota filosofia és, per tant, filosofia del llenguatge, perquè comença per definir i problematitzar els termes que ha d'estudiar. La filosofia analítica és l'escola que més pes li atorga a aquestes qüestions.